# Pandava's

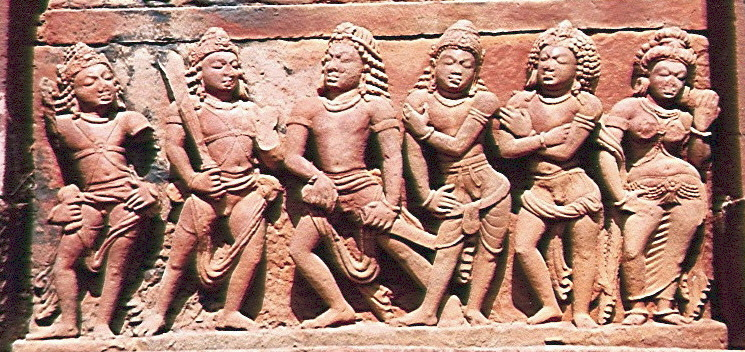
Reliëf van vijf Pandava's en hun vrouw Draupadi.

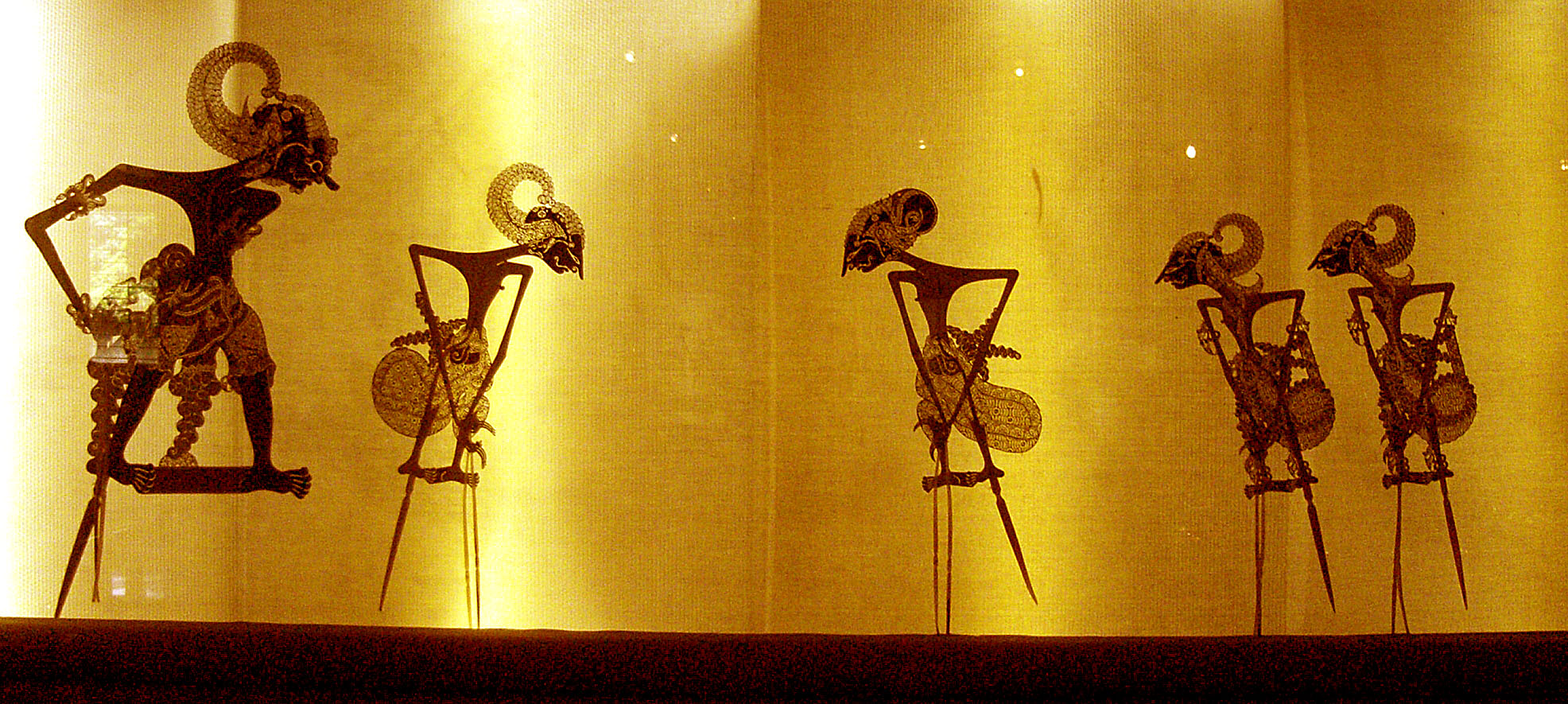
De vijf Pandava's in een wayang kulit-voorstelling

De Pandava's waren vijf broers die een centrale rol speelde in het hindoeïstische epos Mahabharata. Ze zijn de zonen van Pandu.
De eerste drie zonen zijn zonen van Pandu's eerste vrouw Koenti
- Yudhishthira
- Bhima
- Arjoena

en de tweelingen zijn zonen van zijn tweede vrouw Madri
- Nakula en
- Sahadeva

Omdat Pandu een parend hert heeft geschoten, is hij vervloekt om te sterven als hij geslachtsgemeenschap heeft. Hij kan zo geen nakomelingen verwekken. Met behulp van een mantra worden de vrouwen gezegend met kinderen door verschillende goden.
- Yudhishtira's hemelse vader is Dharma die tevens Yama, de god van de dood is.
- Bhima's hemelse vader is Vayu, de god van de wind.
- Arjuna is de hemelse zoon van Indra, heerser van de hemel.
- Nakula en Sahadeva zijn de hemelse zonen van de Asvins ,sterren Castor en Pollux.

De vijf broers, de Pandava's, trouwen met één vrouw, Draupadi. Zij is de dochter van koning Drupada. Ajuna wint haar hand bij een wedstrijd pijlschieten. Zijn moeder, Kunti, zegt hem dat hij alles met zijn broers moet delen. Als blijkt dat hij een vrouw heeft meegebracht, kan zij haar woorden niet meer terugnemen. Draupadi wordt zo de vrouw van alle vijf Pandava's.
In de Mahabharata vechten de Pandava's met hun honderd neven, de Kaurava's. Met behulp van Krishna winnen de Pandava's uiteindelijk wel, maar gaat hun lijn ten onder.

## Panca Pandawa
Vertaald uit het Indonesisch, De vijf Pandawa's.
| Yudhishtira is de oudste van de Pandava's. Hij is de belichaming van de god Yama en geboren uit Kunti. Hij is zeer verstandig, heeft geen vijanden en heeft in zijn leven bijna nooit gelogen. Hij heeft een zeer hoge moraal, is liefdevol en vergevingsgezind. Hij vergeeft de vijanden die zich hebben overgegeven. Hij heeft de bijnaam Dharmasuta (zoon van Dharma), Ajathasatru (zonder vijanden) en Bharata (afdaling van Maharaja Bharata). Hij wordt de Maharaja van de wereld, als de grote oorlog op Kurukshetra beëindigd is en de ceremonie Aswamedha is voltrokken, waarbij hij de koninkrijken van het aloude India samenvoegt. Na zijn abdicatie reist hij samen met zijn broers in zijn heiligdom naar de Himalaya, naar de eindbestemming van hun leven. Na een lange reis gaat hij naar de hemel. Puntadewa wordt zijn nieuwe naam. | Yudistira |
| Bhima is de tweede zoon van Kunti en Pandu. Bhima betekent in het Sanskriet "verschrikkelijk". Hij is de belichaming van de god Bayu. Zijn bijnaam is Bayusutha. Bhima is zeer sterk, heeft lange armen, is lang en de meeste gevreesde en confronterende van al zijn broers. Toch heeft hij een goed hart. Hij is goed in het omgaan met het wapen gada Rujapala en een goede kok. Bhima houdt van lekker eten en heet daarom ook Werkodara. Hij is een expert in de strijd die de Pandava's hard nodig hebben om hen aan de overwinning te helpen in de grote slag van Kurukshetra. Bhima heeft één zoon uit het reuzenras, genaamd Ghatotkacha, die zijn vader ook bij het vechten helpt, maar hij komt te overlijden. Bhima wint uiteindelijk de strijd en geeft de troon aan zijn broer, Yudhishthira. Tegen het einde van zijn leven maakt hij de heilige reis met de Pandava's naar de Himalaya. Daar sterft hij en gaat naar de hemel. Hij heet ook wel Brantasena. Ghatotkacha is een van zijn zonen. Twee andere zonen zijn Antareja en Antasena. | Bima      |
| Arjuna is de jongste zoon van Kunti en Pandu. Zijn naam betekent (in het Sanskriet) "stralend", "lichtend". Hij is de belichaming van de god Indra, de god van de oorlog. Arjuna is meester in het boogschieten en is door zijn leermeester Drona de beste ridder. Zijn kracht en kennis van oorlogvoering en de wetenschap van de Pandava's zorgen ervoor dat ze de overwinning behalen in de grote slag te Kurukshetra. Arjuna heeft veel bijnamen, zoals Dhananjaya (veroveraar van rijkdom - omdat hij erin slaagt om de eer te behalen tijdens de ceremonie Rajasuya bij Yudhishthira); Kirti (de mooi gekroonde - want hem was een mooie kroon gegeven door de god Indra toen hij bij hem in de hemel was); Partha (zoon van Kunti, omdat hij de zoon is van Pritha, alias Kunti). In de Kurukshetra oorlog slaagt hij erin om de overwinning te behalen en benoemt hij Yudhishthira tot koning. Als Yudhisthira sterft reist hij met de Pandava's naar de heilige bergen van de Himalaya, bevrijdt zich van aardse banden en wordt een heilige. Tijdens zijn reis overlijdt hij en bereikt het paradijs. Een andere naam van hem is Janaka. Zijn belangrijkste wapens zijn de Pasopati-pijlen. | Arjuna    |
| Nakula is een van de tweelingzonen van het echtpaar Madri en Pandu. Hij is de belichaming van de tweelinggoden Asvins, 'het Orakel' van het herstel van lichamelijke wonden en gebreken. Zijn tweelingbroer heet Sadewa. Hij is kleiner dan Nakula en de reïncarnatie van de goden Asvins. Toen zijn ouders stierven, werden hij en zijn broer verzorgd door Kunti, de vrouw van Pandu. Nakula is heel erg slim en een bekwaam zwaardvechter. Volgens Draupadi is Nakula de knapste man in de wereld en een stoere ridder. Hij is een harde, actieve werker en houdt ervan om zijn broers te dienen. Tijdens de ballingschap in het bos, komen Nakula en de drie anderen Pandava's te overlijden door het drinken van gif, maar Yudhishthira wekt ze weer tot leven. In het koninkrijk Matsya van koning Wirata is hij de verzorger van de paarden. Tegen het einde van zijn leven maakt hij samen met zijn broers de heilige reis naar de Himalaya. Hij overlijdt onderweg en zijn geest gaat naar de hemel. | Nakula    |
| Sadewa is een van de tweelingzonen van het echtpaar Madri en Pandu. Hij is de belichaming van de tweelinggoden Asvins, 'het Orakel' van het herstel van lichamelijke wonden en gebreken. Zijn tweelingbroer heet Nakula. Hij is ouder dan Sadewa en tevens de reïncarnatie van de goden Asvins. Als zijn ouders sterven, worden hij en zijn broer verzorgd door Kunti, de vrouw van Pandu. Sadewa is zeer ijverig en wijs. Sadewa is gespecialiseerd in astronomie. Yudhishthira zei eens dat Sadewa een wijs man is, gelijk aan Brihaspati, de leraar van de goden. Hij is een harde, actieve werker en houdt ervan om zijn broers te dienen. In het koninkrijk Matsya van koning Wirata hoedt hij de koeien. Tegen het einde van zijn leven maakt hij samen met zijn broers de heilige reis naar de Himalaya. Hij overlijdt onderweg en zijn geest gaat naar de hemel. | Sadewa    |

## Zie ook

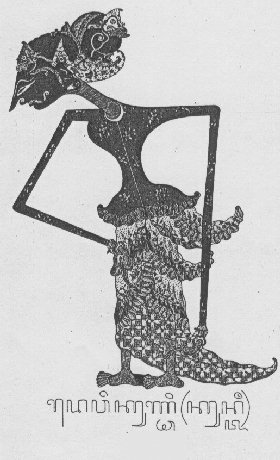
Kunti, moeder van de eerste drie zonen

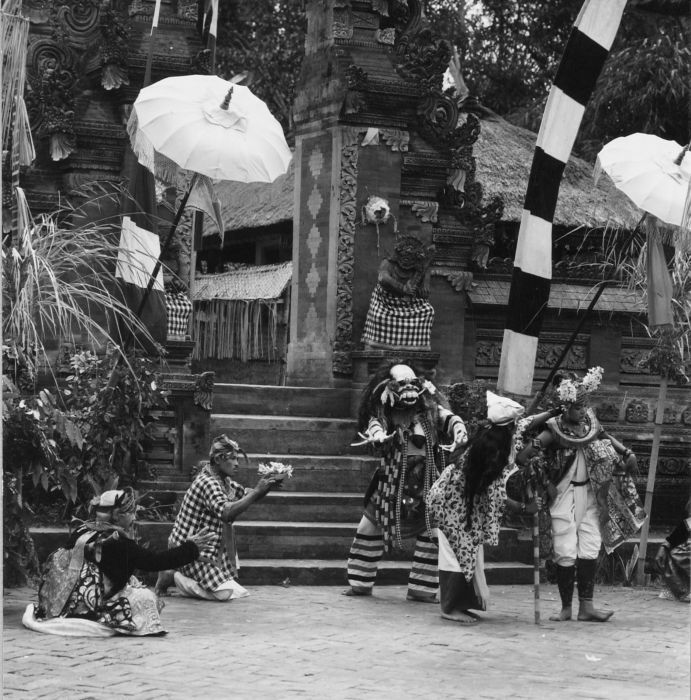
Rangda eist de zoon van Dewi Kunti op, scène uit een Barong- en krisdans